# Laban (Ngombol)
Laban is een bestuurslaag in het regentschap Purworejo van de provincie Midden-Java, Indonesië. Laban telt 407 inwoners (volkstelling 2010).